# پاول برانکو
پاول برانکو (انگلیسی: Pavel Branko; ۲۷ آوریل ۱۹۲۱ – ۱۷ اوت ۲۰۲۰) منتقد فیلم، نظریه‌پرداز فیلم، مترجم ادبیات داستانی و غیرداستانی اسلواکی و نویسنده مقالاتی بود که استفاده مشکوک از زبان را نقد می‌کردند. او را «سرپرست نقد فیلم اسلواکی» می‌نامند. پس از سقوط سوسیالیسم واقعی، او جوایز بسیاری دریافت کرده‌است. در زندگی و آثار او آثار زیادی از تأثیر تاریخ چکسلواکی می‌یابیم. برانکو با «امیلیا برانکووا» ازدواج کرده بود.